# Якобень (комуна, Сібіу)
Якобень, Якобені (рум. Iacobeni) — комуна у повіті Сібіу в Румунії. До складу комуни входять такі села (дані про населення за 2002 рік):
- Мовіле (335 осіб)
- Нетуш (436 осіб)
- Нойштат (501 особа)
- Стежерішу (478 осіб)
- Якобень (915 осіб) — адміністративний центр комуни

Комуна розташована на відстані 209 км на північний захід від Бухареста, 53 км на північний схід від Сібіу, 117 км на південний схід від Клуж-Напоки, 82 км на північний захід від Брашова.

## Населення
За даними перепису населення 2002 року у комуні проживали 2665 осіб.
Національний склад населення комуни:
| Національність | Кількість осіб | Відсоток |
| -------------- | -------------- | -------- |
| румуни         | 2100           | 78,8%    |
| цигани         | 505            | 18,9%    |
| німці          | 52             | 2,0%     |
| угорці         | 7              | 0,3%     |

Рідною мовою назвали:
| Мова             | Кількість осіб | Відсоток |
| ---------------- | -------------- | -------- |
| румунська        | 2614           | 98,1%    |
| німецька         | 40             | 1,5%     |
| угорська         | 5              | 0,2%     |
| циганська        | 5              | 0,2%     |
| єврейська (їдиш) | 1              | < 0,1%   |

Склад населення комуни за віросповіданням:
| Релігія                                       | Кількість осіб | Відсоток |
| --------------------------------------------- | -------------- | -------- |
| православні                                   | 2441           | 91,6%    |
| п'ятдесятники                                 | 157            | 5,9%     |
| лютерани (Аугсбурзького сповідання)           | 33             | 1,2%     |
| лютерани (Синодально-пресвітеріанська церква) | 15             | 0,6%     |
| адвентисти                                    | 13             | 0,5%     |
| римо-католики                                 | 3              | 0,1%     |
| реформати                                     | 2              | 0,1%     |
| не вказали релігію                            | 1              | < 0,1%   |

## Зовнішні посилання
- Дані про комуну Якобень на сайті Ghidul Primăriilor